# Kitsuki, Ōita
Kitsuki (杵築市 Kitsuki-shi) là một thành phố thuộc tỉnh Ōita, Nhật Bản. Thành phố được thành lập ngày 01 tháng 4 năm 1955.

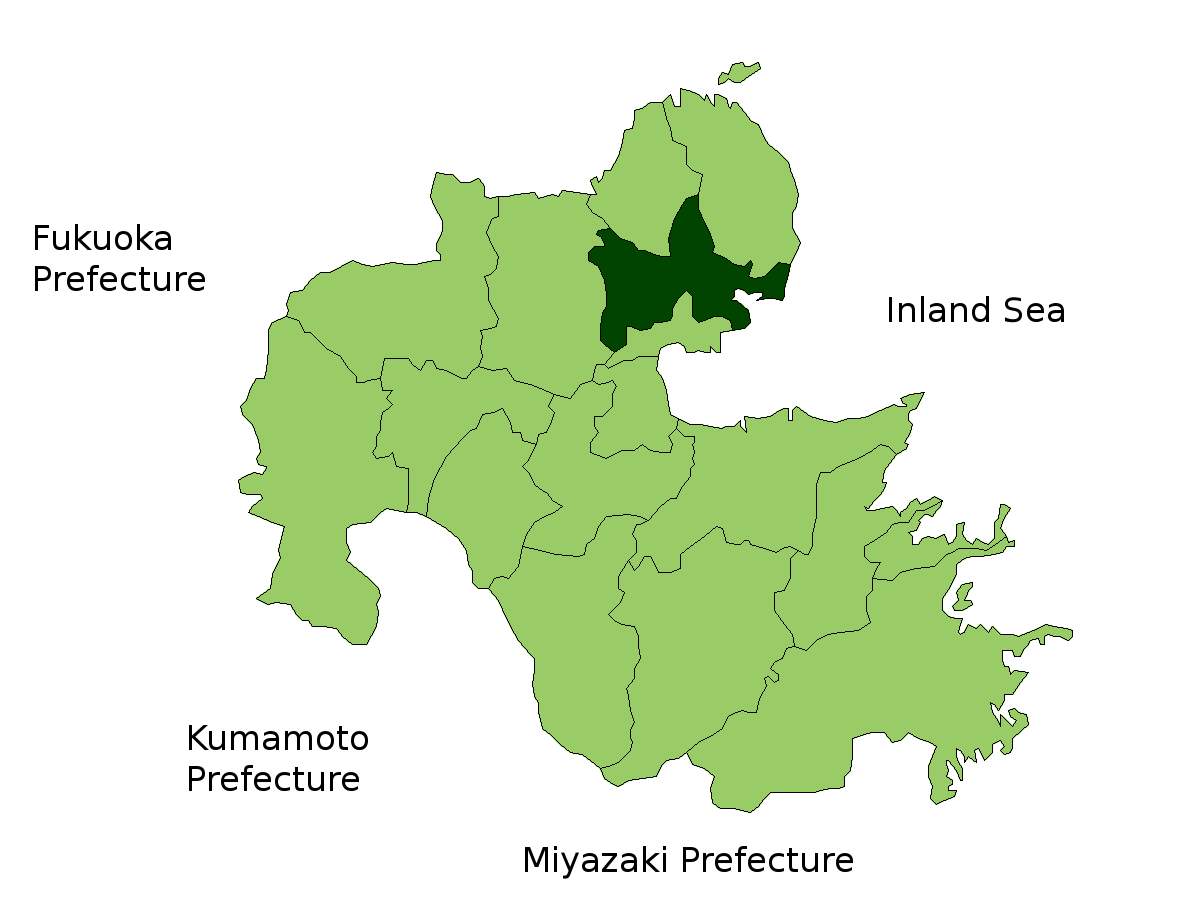
Map showing location of Kitsuki in Oita Prefecture (as of 2006).

Đến năm 2003, dân số thành phố là 22.955 người trên diện tích 90,22 km², mật độ 254.43 người/ km².